# Schloss Ebenthal (Kärnten)
Schloss Ebenthal liegt bei Ebenthal in Kärnten südöstlich von Klagenfurt.

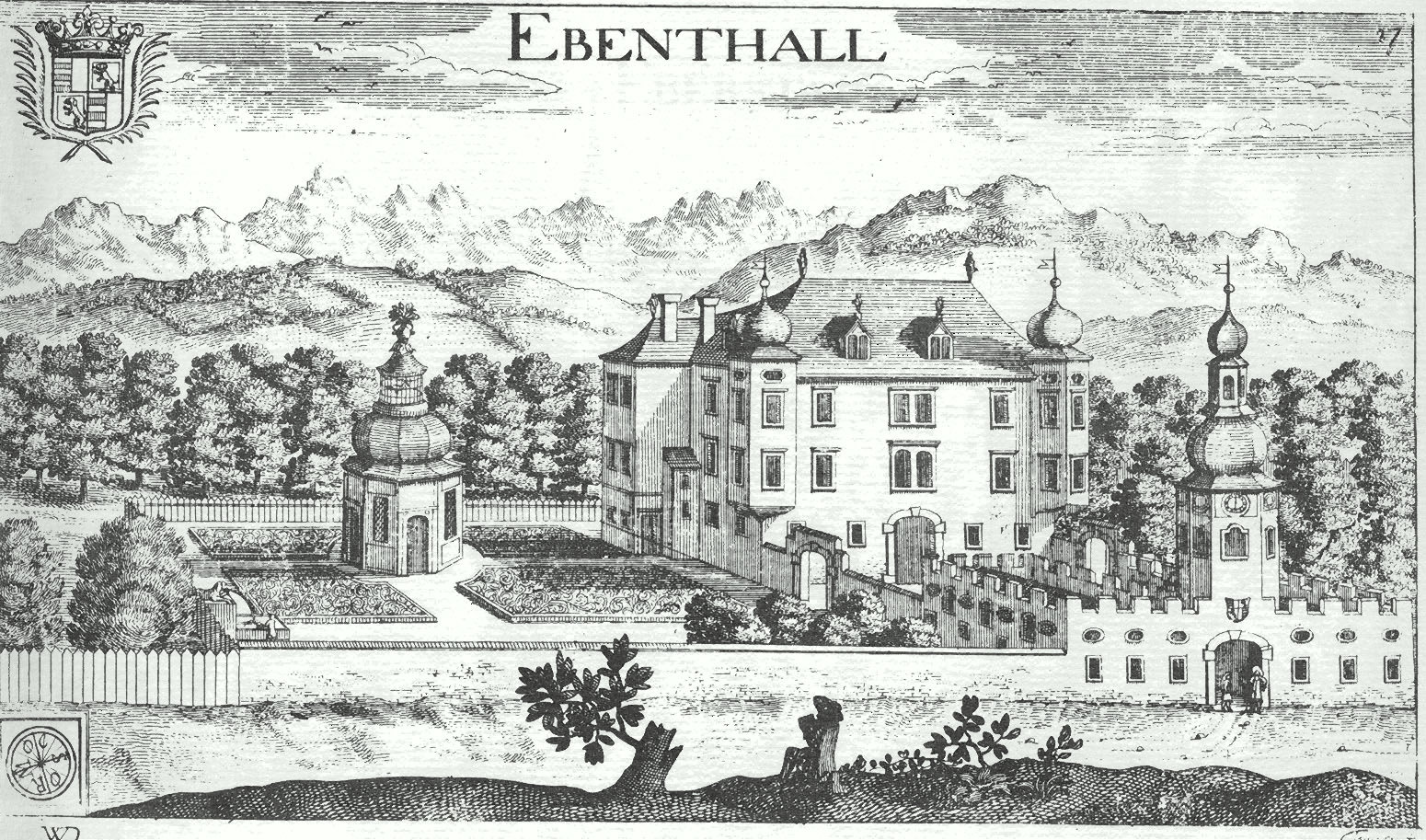
Valvasors Kupferstich aus dem Jahre 1688

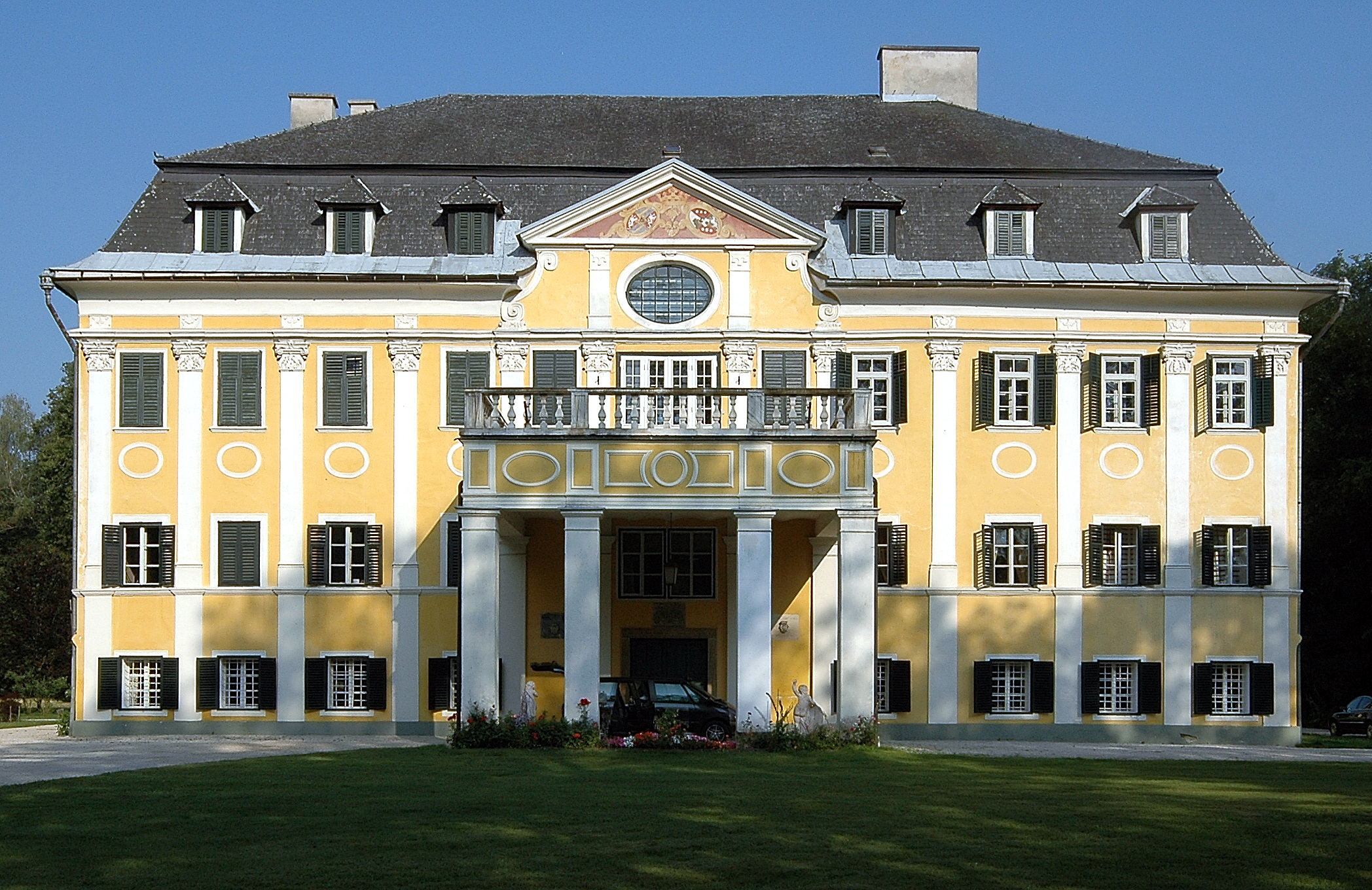
Schloss Ebenthal (2006)

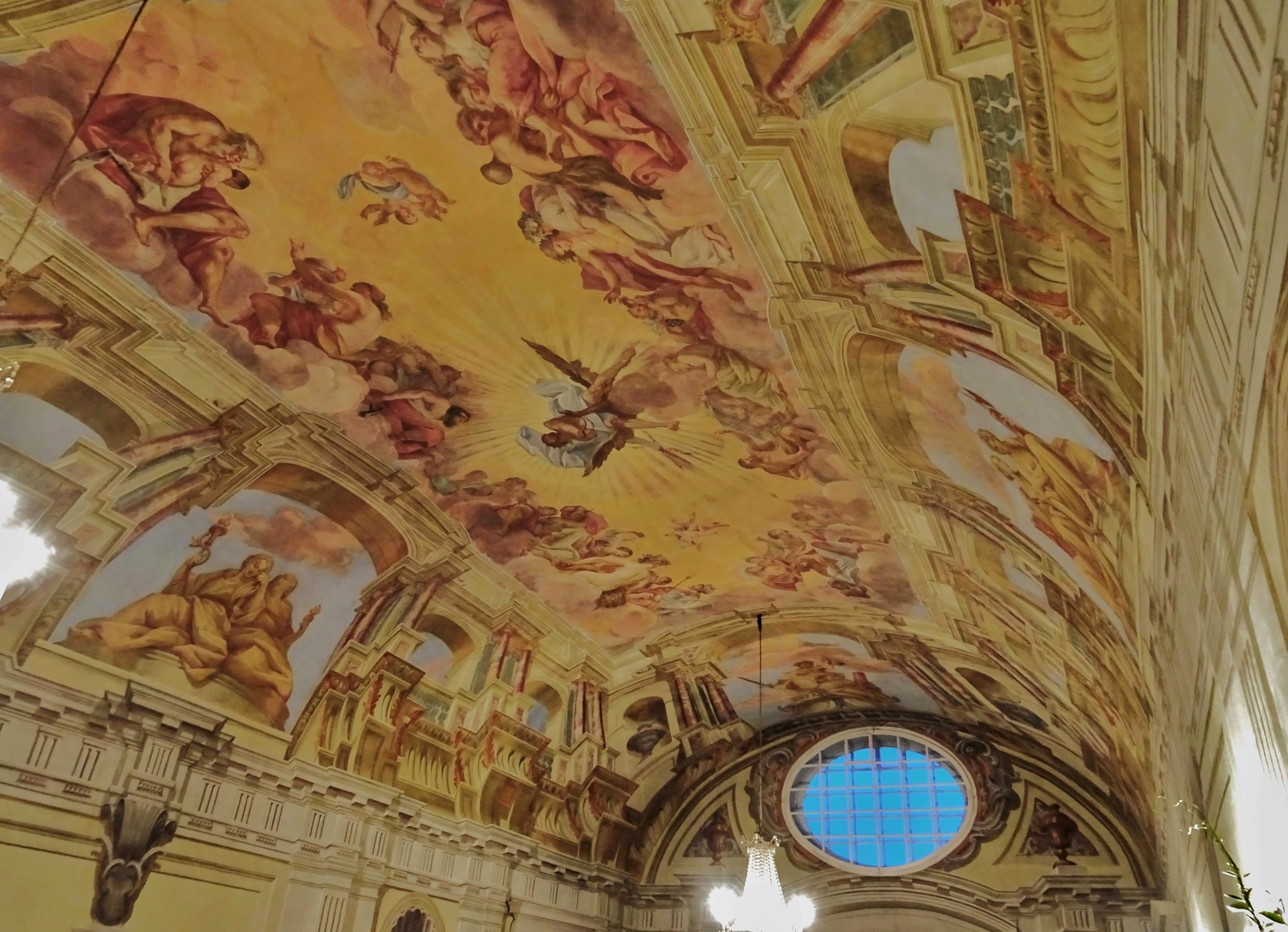
Decke mit Illusionsmalerei im Festsaal

## Geschichte
Das Gebäude wurde durch Christoph von Neuhaus 1566 unterhalb der Burg Greifenfels erbaut, die sich bereits seit Anfang des 15. Jahrhunderts im Besitz der Herren von Neuhaus befand. Erzherzog Karl II. bestätigte in einer Urkunde vom 14. September 1567 den Besitz des Schlosses, das den Namen Ebenthal erhielt.
Im 17. Jahrhundert wurde ein drittes Geschoß aufgestockt und es wurden zwei Turmerker mit Zwiebelhelmen errichtet. Im 18. Jahrhundert wurde das Schloss durch die Grafen von Goëss umgebaut, die Schloss und Herrschaft 1704 erworben hatten.

## Baubeschreibung

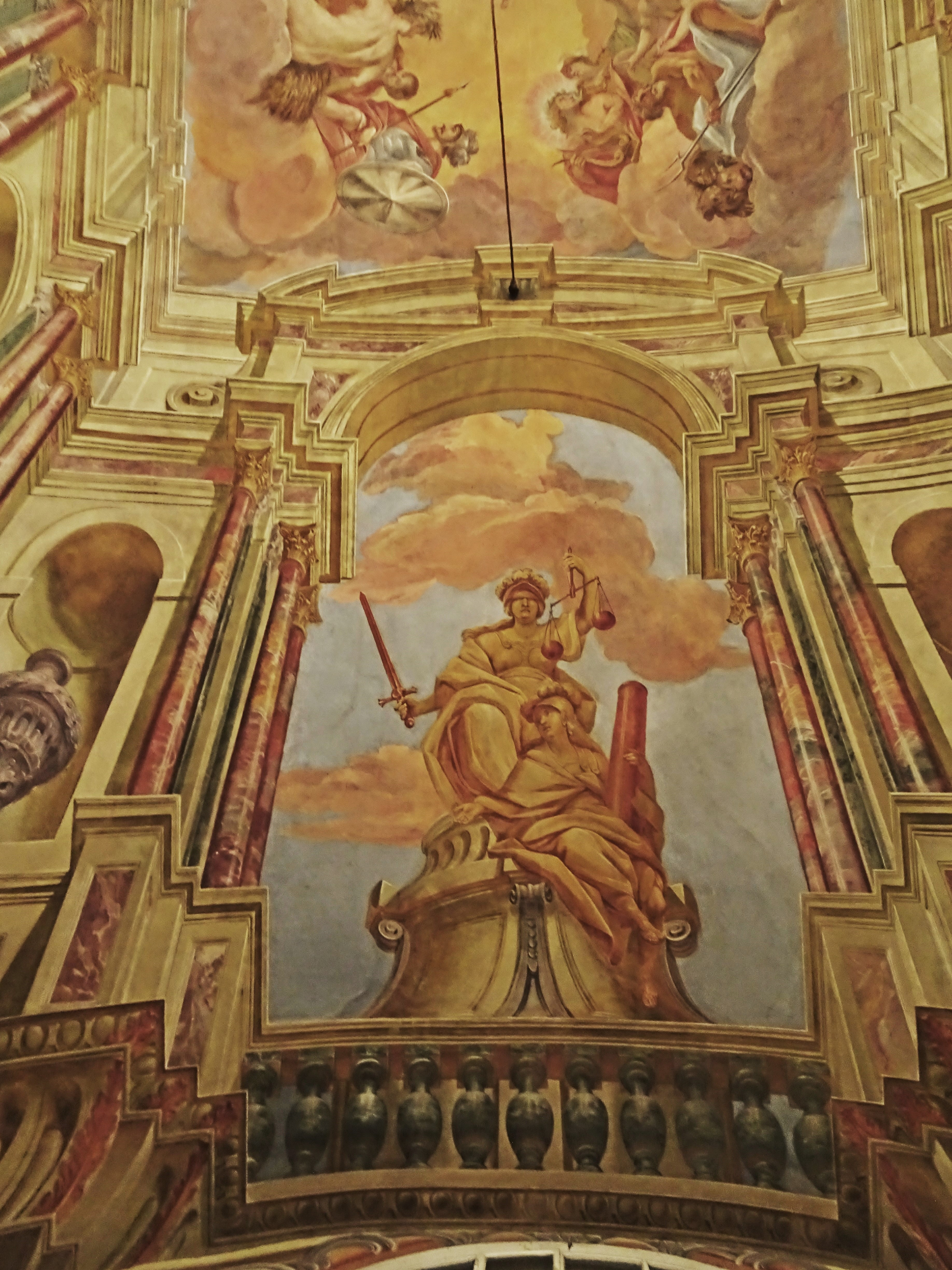
Scheinarchitektur mit Allegorie der Gerechtigkeit

Das Schloss ist ein fast rechteckiges, dreigeschoßiges Gebäude. Es hat elf bzw. sechs Fensterachsen. Umgeben ist das Schloss von einem großen Park, der im 18. Jahrhundert angelegt wurde.
Die Fassadengliederung zeigt eine große Pilasterordnung. An der Westfront befinden sich zwei Eckrisalite und Mittelgiebel mit Wappen, an der Ostfront ein klassizistischer Portikus auf Pfeilern mit Balustrade.
Im zweiten Stock befindet sich der heutige Festsaal, dessen Tonnengewölbe von Josef Ferdinand Fromiller 1748 mit Illusionsmalerei: Scheinarchitektur und allegorischen Figuren, farblich zurückhaltend gestaltet worden ist. Zur Bibliothek führt eine Renaissancetür mit Holzeinlege-Verzierungen. Bei Großbränden in den Jahren 1919 und 1948 wurde das Schloss zwar beschädigt, aber wieder völlig restauriert.

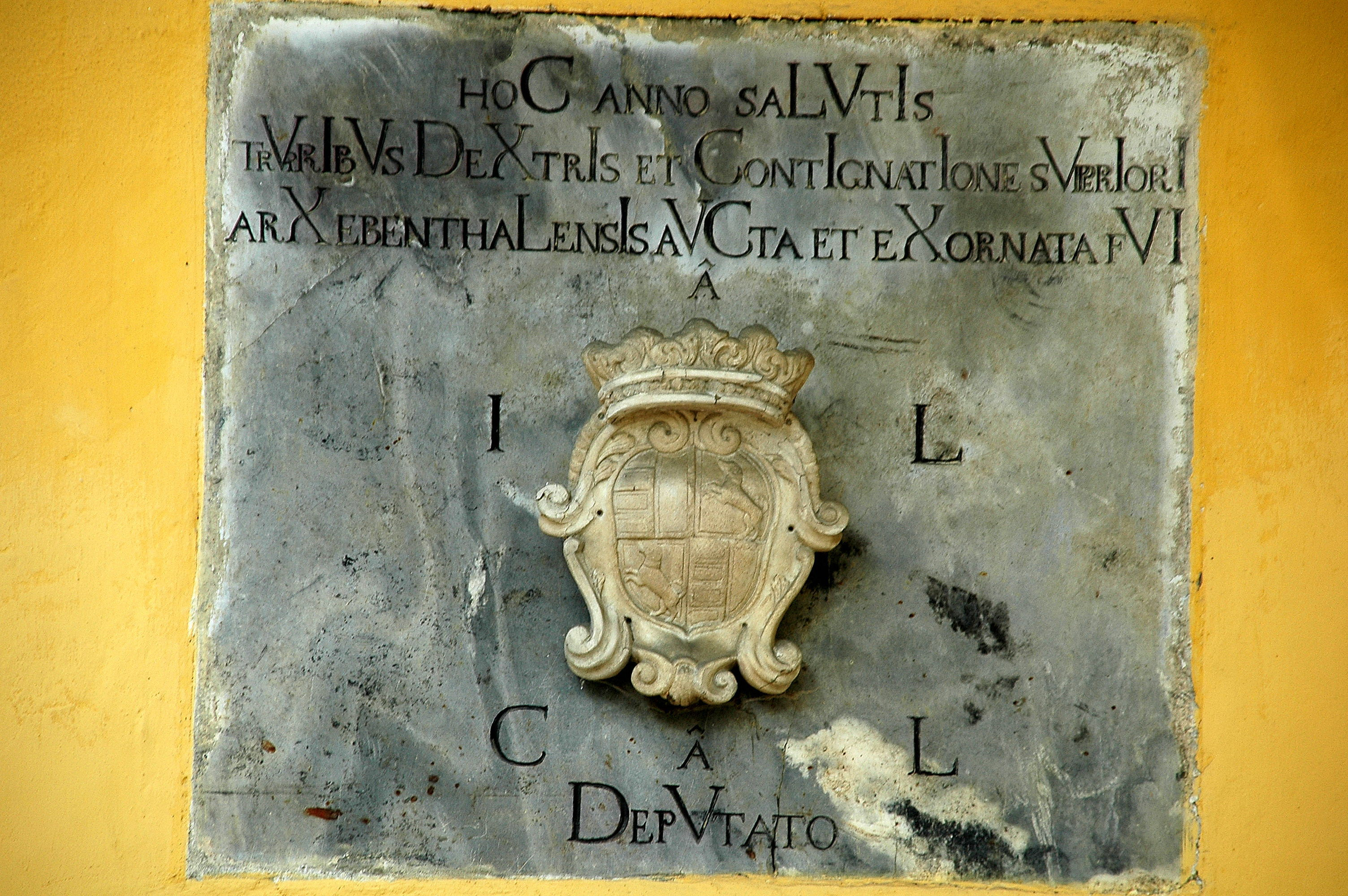
Detail von Schloss Ebenthal – Wappen mit Inschrift
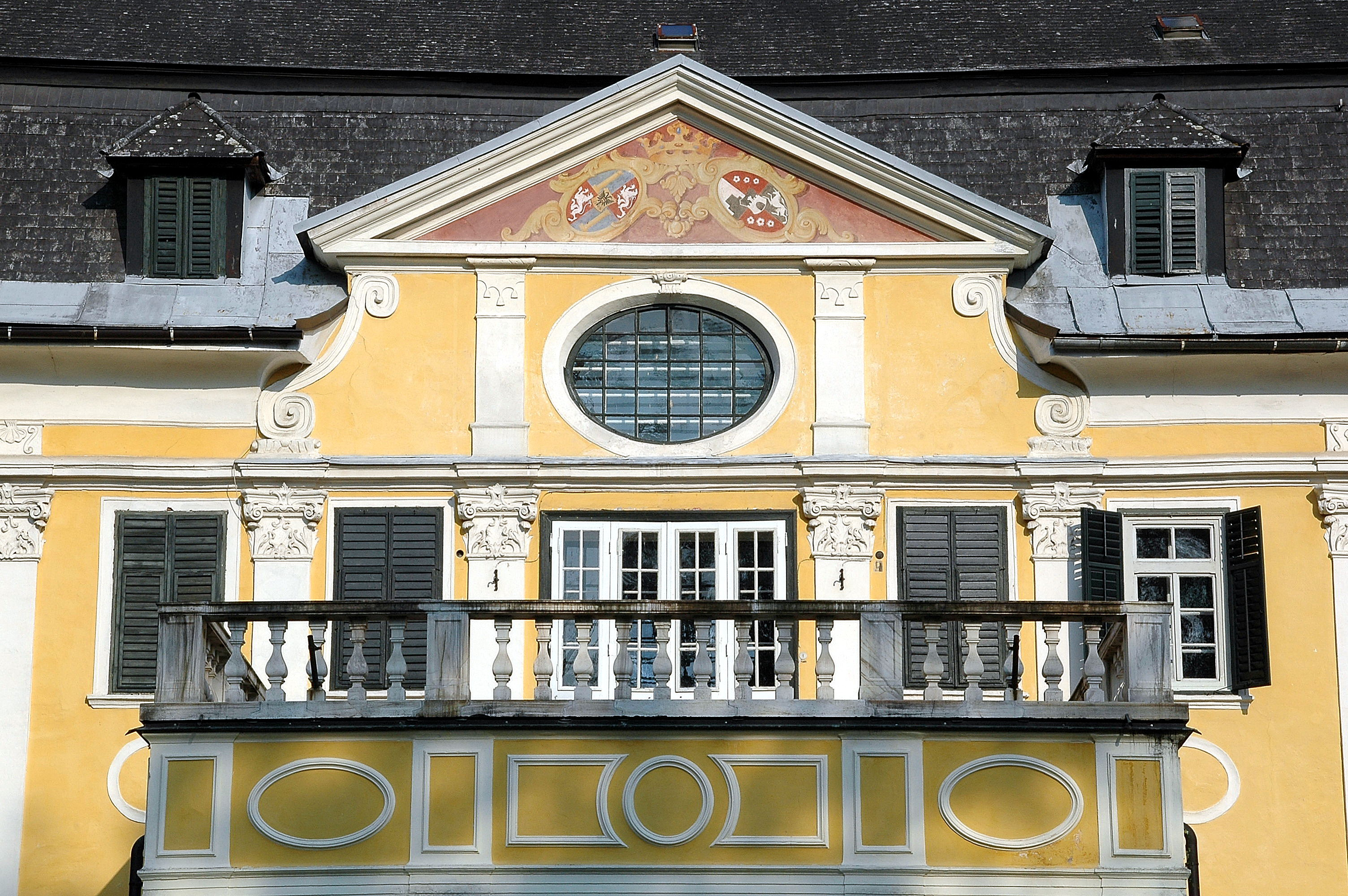
Detail von Schloss Ebenthal
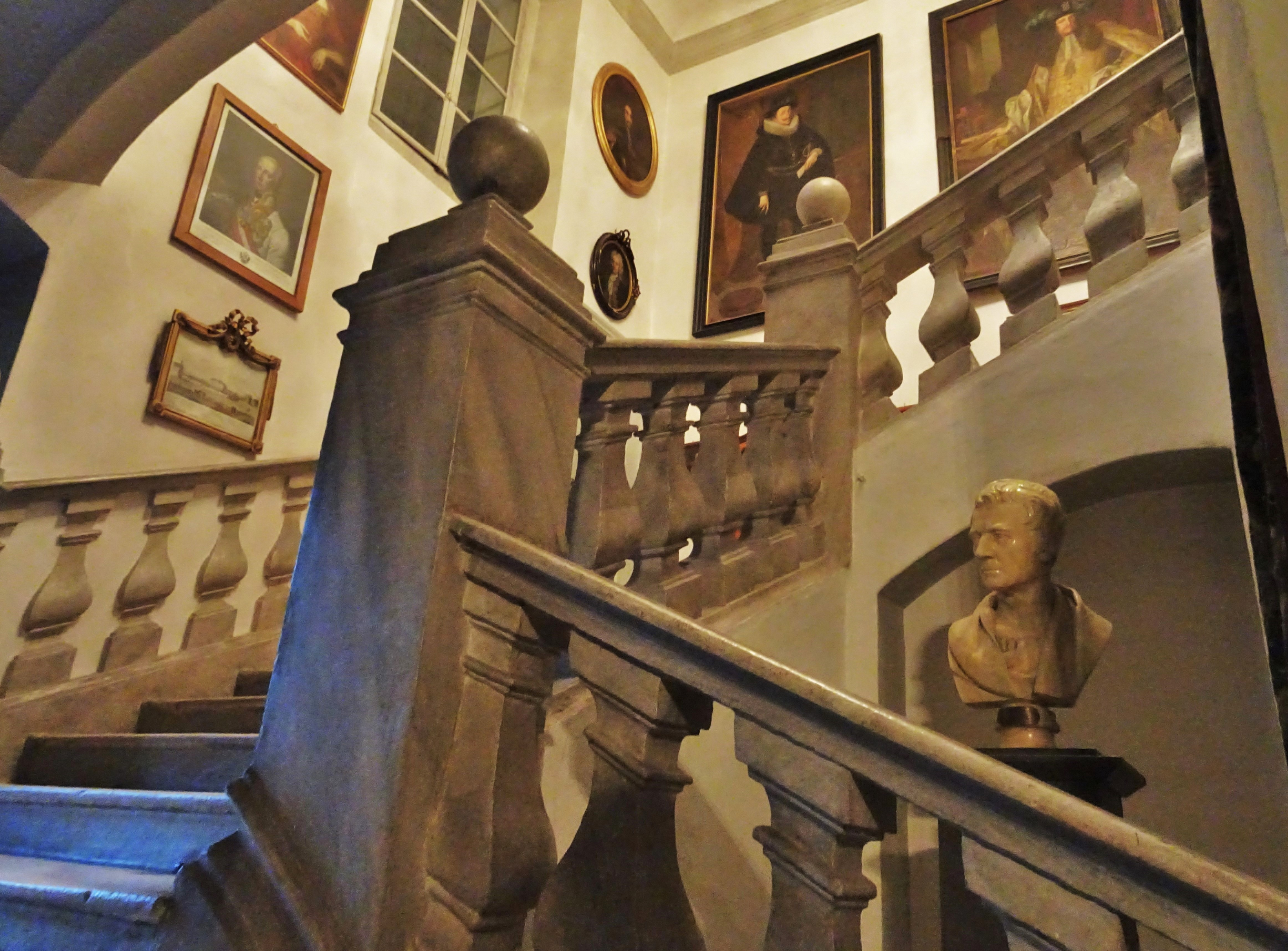
Treppenaufgang in den ersten Stock
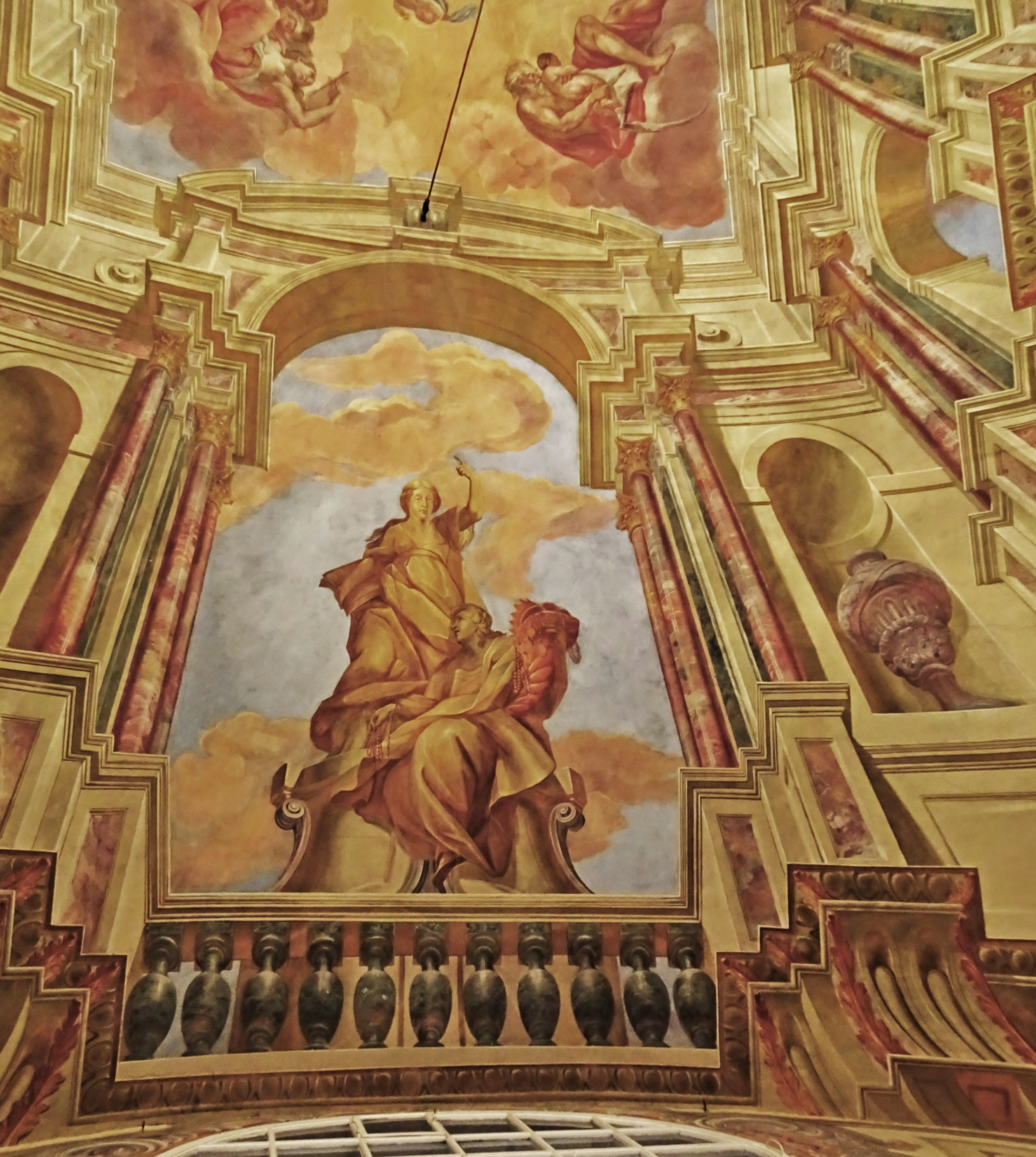
Scheinarchitektur mit Allegorie von Wohlstand und Reichtum
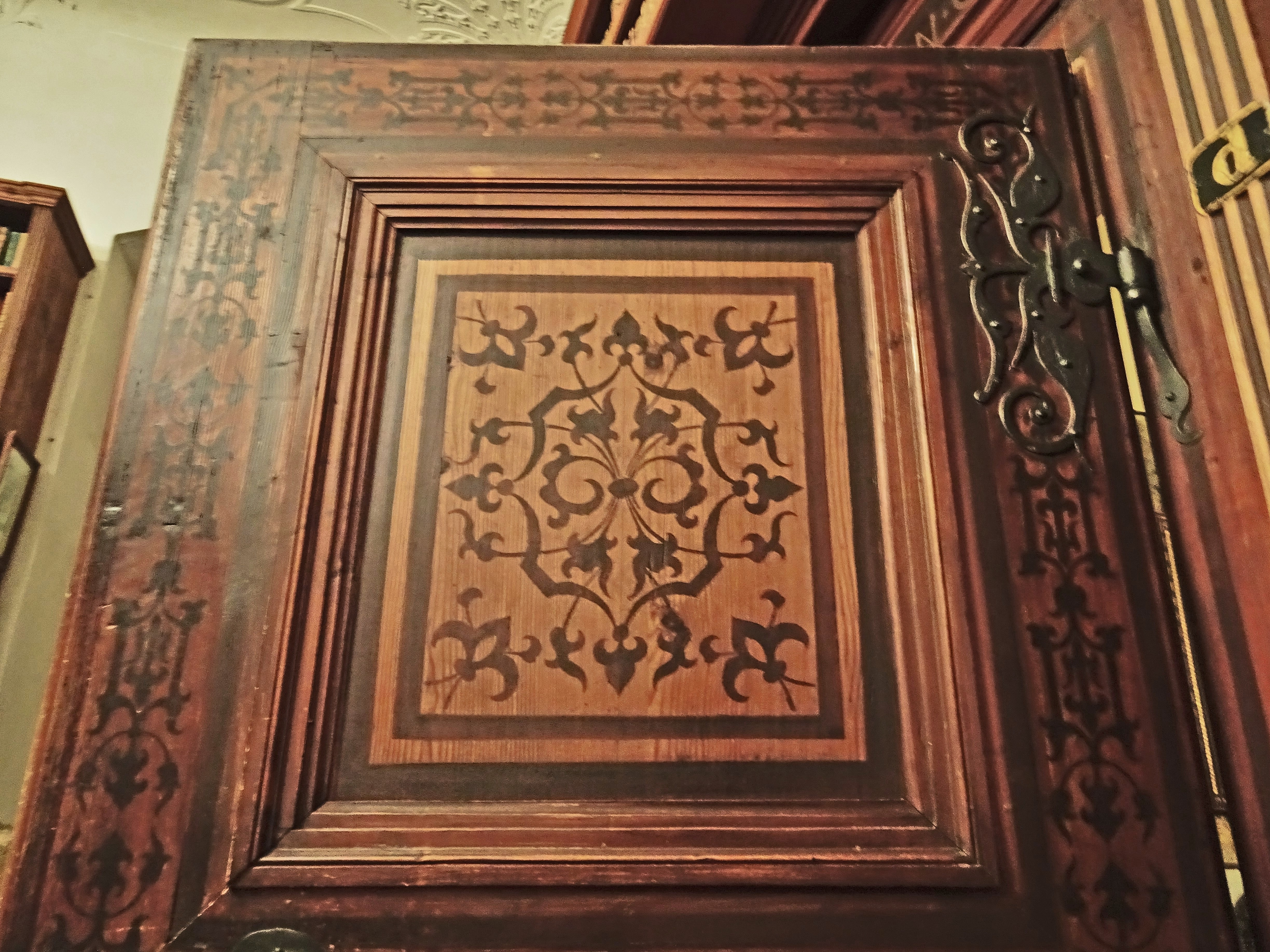
Bibliothekstür

## Heute
Das Schloss befindet sich im Besitz der Familie Goëss und verfügt über eine umfangreiche Familienbibliothek. Im Festsaal finden öffentliche Konzerte statt. Der Park kann besichtigt werden.